# F1 (серия игр от EA Sports)
F1 — серия игр от EA Sports состоит из шести гоночных симуляторов основанных на разных сезонах чемпионата мира в классе Формулы-1. Игры этой серии выходили с 2000 года по 2003. Версии игр для ПК разрабатывала студия Image Space Incorporated, за консольные версии отвечала Visual Science.

## Геймплей
В играх этой серии присутствует множество вариаций настроек вождения, что позволяет ориентироваться на достаточно широкую аудиторию. Таким образом можно сделать управление болидами максимально реалистичным, либо наоборот аркадным. В играх серии также есть много скрытых опций. Любой опытный пользователь может взаимодействовать с ними, чтобы дорабатывать физику транспорта для улучшения гоночной симуляции.

## F1 Challenge '99-'02
После потери официальной лицензии от Formula One Administration Ltd. на производство игр про Формулу-1, компания Sony Computer Entertainment Europe, которая являлась издателем конкурирующей серии игр Formula One, получила эксклюзивный контракт на производство и распространение симуляторов Формулы-1. В 2003 году Image Space Incorporated выпустили последнюю игру в своей серии, так как EA Sports имели права только на прошлые четыре сезона, было решено включить каждый из них в новую игру. F1 Challenge ’99-’02 отправилась на полки магазинов в июне 2003 года.
Из-за прогрессирующего потенциала движка, все модели автомобилей, игровая механика и текстуры были созданы с нуля к выпуску игры, чтобы сделать их более реалистичными и адаптируемыми для менее мощных компьютеров. Кроме того, все трассы были созданы специально для каждого сезона в соответствии с изменениями в реальности, что могло увеличить эффект погружения.
Использование простых текстовых файлов для трасс, пилотов и параметров автомобильной физики позволило сделать из F1 Challenge '99-'02 многогранную гоночную платформу, которая была популярна даже спустя некоторое время после её выхода, а всё благодаря тому, что независимые разработчики делали различные модификации для игры, которые пользовались большим успехом у фанатов.

## F1 Career Challenge
F1 Career Challenge — это консольная версия F1 Challenge ’99-’02. Игра является первой в истории симуляторов Формулы-1, которая получила режим карьеры. Она основывается на четырёх сезонах чемпионата мира Формулы-1: сезон 1999, сезон 2000, сезон 2001 и сезон 2002.

## Игры
| Год  | Название                    | Платформы                                                      | Сезон     |
| ---- | --------------------------- | -------------------------------------------------------------- | --------- |
| 2000 | F1 2000                     | PlayStation, Windows                                           | 2000      |
| 2000 | F1 Championship Season 2000 | PlayStation, Windows, PlayStation 2, Game Boy Color, Macintosh | 2000      |
| 2000 | F1 Manager                  | Windows                                                        | 1999      |
| 2001 | F1 2001                     | Windows, PlayStation 2, Xbox                                   | 2001      |
| 2002 | F1 2002                     | Windows, PlayStation 2, Xbox, GameCube, Game Boy Advance       | 2002      |
| 2003 | F1 Challenge ’99-’02        | Windows, PlayStation 2, Xbox, GameCube                         | 1999-2002 |